# Chelsea Cooley
Chelsea Cooley, (nacida el 30 de octubre de 1983) es una reina de bellezas de Charlotte, Carolina del Norte que compitió en los certámenes de Miss Teen USA, Miss Teen International, Miss USA y Miss Universo en la cual ganó el título de Miss USA 2005.  

## Biografía
Cooley fue coronada como Miss USA durante el certamen de Miss USA 2005 en Baltimore, Maryland el 11 de abril de 2005. Fue la primera ganadora de Miss North Carolina USA en ganar la corona de Miss USA.
Cooley cursó estudios en el Instituto de Arte de Charlotte para convertirse en una empresaria de la industria de la moda. Además de los certámenes de belleza, ella compitió en el Grand National Shag Dancing.  Cooley también trabajó para un sinnúmero de organizaciones sin ánimo de lucro, incluyendo Toys for Tots y el Special Olympics.
Como Miss USA, Cooley representó a la Organización Miss Universo.  Sus "hermanas" que convivían en la mansión Trump en 2005 fueron Natalie Glebova (Miss Universo, de Canadá) y Allie LaForce (Miss Teen USA, de Ohio). Ella recaudó $22.8 millones para cáncer de mama y seno como Miss USA.